# Guillermo Barbadillo
Guillermo Barbadillo Alvarado, né à Callao le 9 janvier 1925 et mort dans la même ville le 20 octobre 2000, est un footballeur péruvien qui évoluait au poste d'attaquant.
Il forma un duo redoutable en attaque avec Valeriano López dans les années 1940 et 1950. Son fils Gerónimo Barbadillo est également footballeur, international péruvien dans les années 1970 et 1980.

## Biographie

### Carrière en club
Guillermo "Willy" Barbadillo fait ses débuts au sein du Sport Boys en 1942 et est sacré champion du Pérou dès sa première année avec le club Rosado. Sept ans plus tard, il rejoint le Deportivo Cali et devient vice-champion de Colombie avec 19 buts marqués lors du championnat 1949. Il est d'ailleurs surnommé par les Colombiens Hombre Bicicleta, « l'homme-bicyclette », en raison de sa vitesse.
De retour au Pérou, il rejoue pour le Sport Boys et s’octroie pour la deuxième fois le championnat du Pérou en 1951. Il se distingue également avec l'Alianza Lima en remportant ses troisième et quatrième championnats du Pérou deux fois d'affilée en 1954 et 1955. Il met fin à sa carrière en 1962 avec le club qui l'a vu naître, le Sport Boys de Callao.

### Carrière en équipe nationale
International péruvien entre 1947 et 1956 (25 sélections et trois buts), "Willy" Barbadillo participe notamment à quatre championnats sud-américains en 1947, 1953, 1955 et 1956. Il prend part également aux championnats panaméricains de 1952 (deux buts marqués) et 1956.  

#### Buts en sélection
| Buts en sélection de Guillermo Barbadillo | Buts en sélection de Guillermo Barbadillo | Buts en sélection de Guillermo Barbadillo | Buts en sélection de Guillermo Barbadillo | Buts en sélection de Guillermo Barbadillo | Buts en sélection de Guillermo Barbadillo | Buts en sélection de Guillermo Barbadillo |
|                                           | Date                                      | Lieu                                      | Adversaire                                | Score                                     | Résultat                                  | Compétition                               |
| ----------------------------------------- | ----------------------------------------- | ----------------------------------------- | ----------------------------------------- | ----------------------------------------- | ----------------------------------------- | ----------------------------------------- |
| 1.                                        | 30 mars 1952                              | Estadio Nacional, Santiago (Chili)        | Uruguay                                   | 1-2                                       | 2-5                                       | Champ. panam. 1952                        |
| 2.                                        | 2 avril 1952                              | Estadio Nacional, Santiago (Chili)        | Chili                                     | 0-1                                       | 3-2                                       | Champ. panam. 1952                        |
| 3.                                        | 6 mars 1955                               | Estadio Nacional, Santiago (Chili)        | Chili                                     | 4-2                                       | 5-4                                       | Champ. sud-am. 1955                       |

### Décès
Guillermo Barbadillo meurt à 75 ans à Callao, le 20 octobre 2000.

## Palmarès

### En club
| Sport Boys - Championnat du Pérou (2) : - Champion : 1942 et 1951. - Vice-champion : 1950 et 1952. |  | Deportivo Cali - Championnat de Colombie : - Vice-champion : 1949. |  | Alianza Lima - Championnat du Pérou (2) : - Champion : 1954 et 1955. - Vice-champion : 1956. |

### En équipe nationale
Pérou
- Championnat sud-américain :
  - Troisième : 1955.